# Marcel Léger (homme politique, 1893-1972)
Pour les articles homonymes, voir Léger et Marcel Léger.
Marcel Léger, né le 23 septembre 1893 à Trouville-sur-Mer (Calvados) et mort le 5 novembre 1972 au Havre (Seine-Maritime), est homme politique français. 

## Biographie
Il est conseiller de la République puis sénateur de la Seine-Inférieure de 1948 à 1952.
Il est nommé secrétaire du Conseil de la République les 10 janvier 1950, 9 janvier 1951 et 8 janvier 1952,,.